# Resolució 1827 del Consell de Seguretat de les Nacions Unides
La Resolució 1827 del Consell de Seguretat de les Nacions Unides fou adoptada per unanimitat el 30 de juliol de 2008. Observant la situació entre Etiòpia i Eritrea, el Consell va rescindir el mandat de la Missió de les Nacions Unides a Etiòpia i a Eritrea (UNMEE) que vigila la disputa per la frontera entre Eritrea i Etiòpia, el mandat de la qual expira el dijous 21 de juliol, i va demanar al secretari general de l'ONU, Ban Ki-moon, que investigués amb més profunditat la possibilitat d'una presència de l'ONU als països de la Banya d'Àfrica.
El Consell va demanar a les dues parts que cooperessin plenament amb el procés de liquidació de la Missió. També va exigir que Etiòpia i Eritrea compleixin plenament les seves obligacions en virtut dels acords d'Alger de 2000, "per mostrar la màxima restricció i abstenir-se de qualsevol amenaça o ús de la força contra els altres, i evitar activitats militars provocadores".
El Consell va subratllar que la rescissió es produïa sense perjudici de les obligacions d'Etiòpia i Eritrea en virtut dels acords d'Alger, segons els quals ambdós països van acordar que les determinacions de delimitació i demarcació de la Comissió de Fronteres Eritrea-Etiòpia serien definitives i vinculants i que respectessin les respectives forces la integritat de la Zona de Seguretat Temporal (ZST).
Lamentant que les obstruccions d'Eritrea cap a la MINUEE hagin "arribat a un nivell per minar la base del mandat de la Missió i obligar-lo a traslladar-se temporalment d'Eritrea", el Consell va felicitar els esforços de la Missió i del seu personal militar i civil per dur a terme tot i les circumstàncies difícils, i va expressar també el seu profund reconeixement per les contribucions i la dedicació dels països que aporten contingents a la tasca de la UNMEE.
El Consell també va expressar un fort suport als continus esforços realitzats pel Secretari General i la comunitat internacional per comprometre's amb Etiòpia i Eritrea per ajudar-los a aplicar els Acords d'Alger, normalitzar les seves relacions, promoure l'estabilitat entre ells i establir les bases per a un acord global i pau duradora entre ells. Va instar els dos països a acceptar els bons oficis del secretari general.
El Consell va prendre nota de la carta del Secretari General al Consell, de data 28 de juliol de 2008, que informa sobre les consultes de la Secretaria amb les parts, sobre la base de les següents opcions que es van esbossar en el seu informe anterior: (a) una petita missió d'observació militar a Etiòpia; (b) una petita oficina d'enllaç polític i militar a Etiòpia; i (c) un enviat especial del secretari general amb seu a Nova York.